# 常滑警察署
常滑警察署（とこなめけいさつしょ）は、愛知県警察が管轄する警察署の一つである。

## 所在地
- 愛知県常滑市新開町5-57

## 管轄区域
- 常滑市
  - 中部国際空港島内（セントレア地区）は中部空港警察署が管轄。

## 沿革
- 1948年（昭和23年） - 旧警察法制定により、現常滑市域に自治体警察として常滑町警察が発足する。常滑町以外の他の町村は国家地方警察知多地区警察署の管轄。
- 1951年4月 - 常滑町警察廃止。国家地方警察再編により、現常滑市域は知多西地区警察署管轄になる。
- 1954年（昭和29年）7月1日 - 愛知県警察発足により、常滑市域は愛知県横須賀警察署（現・東海警察署）の管轄区域となる。
- 1973年 - 常滑市域を管轄区域として、東海警察署より独立して愛知県常滑警察署新設。

## 組織
- 警務課
  - 警務係
  - 住民サービス係
  - 留置管理係
- 会計課
  - 会計係
- 生活安全課
  - 生活安全係
- 地域課
  - 地域総務係
  - 地域(第一係～第三係)
  - 船舶係
- 刑事課
  - 刑事総務係
  - 強行盗犯係
  - 鑑識係
  - 知能暴力薬物係
- 交通課
  - 交通総務係
  - 指導取締係
  - 事故捜査係
- 警備課
  - 警備係
  - 災害対策係

## 交番
（ ）の中は所在地
- 西之口交番（常滑市西之口8丁目2番地の1）
- 常滑駅前交番（常滑市新開町3丁目180番地の1）

## 駐在所
（ ）の中は所在地
- 久米駐在所（常滑市久米字西前田40番地の3）
- 古場駐在所（常滑市古場町7丁目52番地）
- 小鈴谷駐在所（常滑市小鈴谷（こすがや）字梶田15番地の2）